# Giacomo Olivieri
Giacomo Olivieri (25 agosto 1899 – ...) è stato un calciatore italiano, di ruolo attaccante.

## Carriera
Con l'US Milanese disputa 21 gare nel campionato di Prima Divisione 1922-1923, e con il Legnano disputa 4 gare nel campionato di Prima Divisione 1923-1924. Nel campionato di Prima Divisione 1929-1930 milita nella Gallaratese.

## Palmarès

### Club
- Seconda Divisione: 1

Saronno: 1927-1928